# Płaneta-NUChT Kijów
Płaneta-NUChT Kijów (ukr. Міні-футбольний клуб «Планета-НУХТ» Київ, Mini-Futbolnyj Kłub "Płaneta-NUChT" Kyjiw) – ukraiński klub futsalu, mający siedzibę w mieście Kijów. W sezonie 2007/08 i 2008/09 występował w futsalowej Wyższej Lidze Ukrainy.

## Historia
Chronologia nazw:
- 2005: Płaneta Kijów (ukr. «Планета» Київ)
- 2006: Płaneta-Mist Kijów (ukr. «Планета-Міст» Київ)
- 2009: Płaneta-NUChT Kijów (ukr. «Планета-НУХТ» Київ)
- 2011: klub rozwiązano

Klub futsalowy Płaneta Kijów został założony w Kijowie w 2005 roku i reprezentował firmę budowlaną Płaneta-Mist. W sezonie 2005/06 klub debiutował w profesjonalnych rozgrywkach Pierwszej Ligi. W końcowej tabeli grupy zachodniej zajął drugie miejsce, a potem zwyciężył w turnieju finałowym. W następnym sezonie 2006/07 zespół z nazwą Płaneta-Mist Kijów najpierw uzyskał trzecią lokatę w grupie zachodniej, a potem w finale wywalczył tytuł wicemistrza Pierwszej Ligi. W sezonie 2007/08 klub debiutował w Wyższej Lidze, zajmując 12.miejsce. Sezon 2008/09 zakończył na 7.pozycji. Jednak w kolejnym sezonie 2009/10 klub z przyczyn finansowych nie przystąpił do rozgrywek na najwyższym poziomie. Po nawiązaniu współpracy z NUChT (Narodowym Uniwersytetem Spożywczych Technologii) z nazwą Płaneta-NUChT Kijów startował w rozgrywkach Pierwszej Ligi. Sezon 2009/10 zakończył na 5.miejscu w grupie A Pierwszej Ligi. Po zakończeniu sezonu 2010/11, w którym zajął 7.pozycję, klub zrezygnował z dalszych rozgrywek i został rozwiązany.

## Barwy klubowe, strój
| Żółty | Niebieski |

Zawodnicy klubu zazwyczaj grali swoje mecze domowe w żółtych strojach.

## Sukcesy

### Trofea międzynarodowe
Nie uczestniczył w rozgrywkach europejskich (stan na 31-05-2019).

### Trofea krajowe
| \| \| Zdobyte trofea w rozgrywkach Ukrainy (stan na: 31-05-2019) \| |                                                            |      |          |
| Rozgrywki                                                           | Osiągnięcie                                                | Razy | Sezon(y) |
| · Mistrzostwo                                                       | I miejsce                                                  | 0    |          |
| · Mistrzostwo                                                       | II miejsce                                                 | 0    |          |
| · Mistrzostwo                                                       | III miejsce                                                | 0    |          |
| · Mistrzostwo                                                       | 7.miejsce                                                  | 1    | 2008/09  |
| Puchar                                                              | zdobywca                                                   | 0    |          |
| Puchar                                                              | finalista                                                  | 0    |          |
| II liga                                                             | I miejsce                                                  | 1    | 2005/06  |
| II liga                                                             | II miejsce                                                 | 1    | 2006/07  |
| II liga                                                             | III miejsce                                                | 0    |          |
| Ukraina                                                             | Zdobyte trofea w rozgrywkach Ukrainy (stan na: 31-05-2019) |      |          |

## Piłkarze i trenerzy klubu

### Trenerzy
Anatolij Osadczy (2005–200?)
 Wałerij Wodian (2008–2009)

## Struktura klubu

### Stadion
Klub rozgrywał swoje mecze domowe w Hali Kompleksu Sportowego NUChT w Kijowie. Pojemność: 500 miejsc siedzących.

### Sponsorzy
- "Płaneta-Mist"